# Spring Web Flow
Spring Web Flow (SWF) es el subproyecto de Spring Framework que se centra en proporcionar la infraestructura para la creación y ejecución de aplicaciones web ricas. El proyecto intenta resolver los 3 problemas principales a los que los desarrolladores de aplicaciones web se enfrentan:
- ¿Cómo expresar normas de navegación de la página?
- ¿Cómo administrar navegación y estado conversacional?
- ¿Cómo facilitar la modularización y reutilizado?

En Spring Web Flow, un flujo de web responde a todas las preguntas anteriores: captura reglas de navegación que permiten al motor de ejecución del Spring Web administrar una conversación y el estado asociado. Al mismo tiempo, un flujo de web es un módulo de aplicación web reutilizable.
Desde la versión 2.0, Spring Web Flow también presenta otras funciones de apoyo a la construcción de aplicaciones web ricas, como soporte de AJAX y una estrecha integración con JavaServer Faces.

## Historia
El proyecto Spring Web Flow comenzó como una simple extensión del marco Spring Web MVC que proporcionaba funcionalidad de flujo de web, desarrollada por Erwin Vervaet en 2004. En 2005, el proyecto fue introducido en la Spring portfolio por Keith Donald y se convirtió en el subproyecto oficial de Spring framework que es ahora. La primera versión de producción 1.0 se hizo en 2006-10-26. La versión 2.0, lanzada en 2008-04-29, vio una reorganización interna del marco para permitir la mejor integración con JavaServer Faces.